# The Settlers: Narodziny imperium
 The Settlers: Narodziny imperium (niem. Die Siedler: Aufstieg eines Königreichs) – komputerowa strategiczna gra czasu rzeczywistego, wyprodukowana przez studio Blue Byte Software i wydana w 2007 roku przez Ubisoft. Jest to szósta część serii gier komputerowych The Settlers. W Narodzinach imperium gracz zarządza średniowiecznym miastem, rozbudowując je od maleńkiej osady do silnej metropolii.
Rozgrywka toczy się na trójwymiarowej mapie, po której gracz przemieszcza jednostki. Wpływając na mieszkańców poprzez wznoszenie specjalnych budowli, gracz ma za zadanie – poczynając od wydobycia surowców i ich przetworzenia – rozbudować swoje miasto, aby zabezpieczyć je przed najazdem wroga i samemu podjąć ekspansję terytorialną. W stosunku do poprzedniej części serii, Dziedzictwa królów, w Narodzinach imperium powrócono do rozwiązań w mechanice gry właściwych dla początków uniwersum.
Mimo zmian Narodziny imperium krytycy przyjęli z rozczarowaniem. Nie stroniąc wprawdzie od chwalenia oprawy graficznej i drobnych dodatków urozmaicających rozgrywkę (między innymi obecność rycerzy), recenzenci jednak krytykowali rozgrywkę. Twierdzili bowiem, że odejście od znanego dla The Settlers mikrozarządzania paradoksalnie przyczyniło się do uczynienia gry zbyt prostą.
27 marca 2008 (w Polsce w grudniu 2008) ukazało się oficjalne rozszerzenie The Settlers: Narodziny Imperium - Wschodnie królestwa (ang. The Settlers: Narodziny Imperium - The Eastern Realm).